# Nachal Omec
Nachal Omec (hebrejsky: נחל אומץ) je vádí v centrálním Izraeli, v izraelské pobřežní nížině.
Začíná v nadmořské výšce okolo 50 metrů nad mořem, na západním okraji města Zemer. Směřuje pak k západu rovinatou a zemědělsky využívanou krajinou, podchází těleso dálnice číslo 6, z jihu míjí vesnice Omec a ha-Ma'apil. Jižně od obcí Ejn ha-Choreš a Chogla potom zprava ústí do vádí Nachal Alexander.